# Interlands IJslands voetbalelftal 1980-1989
Deze pagina toont een chronologisch en gedetailleerd overzicht van de interlands die het IJslands voetbalelftal speelde in de periode 1980 – 1989.

## Interlands

### 1980
|                                                                  |         |                                                                    |       |                                                                                   |
| 2 juni WK 1982 kwalificatie № 114 «onderlinge duels» 20:00 (UTC) | IJsland | 0 – 4                                                              | Wales | Laugardalsvöllur, Reykjavik Toeschouwers: 10.254 Scheidsrechter: Rolf Nyhus (NOR) |
| 2 juni WK 1982 kwalificatie № 114 «onderlinge duels» 20:00 (UTC) |         | 45' Ian Walsh 53' David Giles 61' (pen.) Brian Flynn 75' Ian Walsh |       | Laugardalsvöllur, Reykjavik Toeschouwers: 10.254 Scheidsrechter: Rolf Nyhus (NOR) |

|                                                                |                     |       |                 |                                                                                             |
| 25 juni Vriendschappelijk № 115 «onderlinge duels» 20:00 (UTC) | IJsland             | 1 – 1 | Finland         | Laugardalsvöllur, Reykjavik Toeschouwers: 6.625 Scheidsrechter: Henning Lund Sørensen (DEN) |
| 25 juni Vriendschappelijk № 115 «onderlinge duels» 20:00 (UTC) | Pétur Pétursson 84' |       | 19' Ari Tissari | Laugardalsvöllur, Reykjavik Toeschouwers: 6.625 Scheidsrechter: Henning Lund Sørensen (DEN) |

|                                                            |                                                |       |                   |                                                                                      |
| 30 juni Groenland Cup № 116 «onderlinge duels» 20:00 (UTC) | IJsland                                        | 2 – 1 | Faeröer           | Akureyravöllur, Akureyri Toeschouwers: 882 Scheidsrechter: Þorvarður Björnsson (ISL) |
| 30 juni Groenland Cup № 116 «onderlinge duels» 20:00 (UTC) | Marteinn Geirsson 13' Sigurlás Þorleifsson 44' |       | 90' Súni Jacobsen | Akureyravöllur, Akureyri Toeschouwers: 882 Scheidsrechter: Þorvarður Björnsson (ISL) |

|                                        |                                                                                       |       |                     |                                                                                   |
| 3 juli Groenland Cup № 117 20:00 (UTC) | IJsland                                                                               | 4 – 1 | Groenland           | Húsavíkurvöllur, Húsavík Toeschouwers: 500 Scheidsrechter: Arnþór Óskarsson (ISL) |
| 3 juli Groenland Cup № 117 20:00 (UTC) | Marteinn Geirsson 22' Páll Ólafsson 32' Lárus Guðmundsson 33' Guðmundur Steinsson 34' |       | Kristofer Ludvigsen | Húsavíkurvöllur, Húsavík Toeschouwers: 500 Scheidsrechter: Arnþór Óskarsson (ISL) |

|                                                                  |                                                           |       |                          |                                                                               |
| 14 juli Vriendschappelijk № 118 «onderlinge duels» 19:00 (UTC+2) | Noorwegen                                                 | 3 – 1 | IJsland                  | Ullevaalstadion, Oslo Toeschouwers: 10.425 Scheidsrechter: Ole Amundsen (DEN) |
| 14 juli Vriendschappelijk № 118 «onderlinge duels» 19:00 (UTC+2) | Stein Kollshaugen 36' Pål Jacobsen 66' Arne Erlandsen 85' |       | 90' Sigurlás Þorleifsson | Ullevaalstadion, Oslo Toeschouwers: 10.425 Scheidsrechter: Ole Amundsen (DEN) |

|                                                                  |                  |       |                            |                                                                                 |
| 17 juli Vriendschappelijk № 119 «onderlinge duels» 19:00 (UTC+2) | Zweden           | 1 – 1 | IJsland                    | Örjans vall, Halmstad Toeschouwers: 10.690 Scheidsrechter: Torben Månsson (DEN) |
| 17 juli Vriendschappelijk № 119 «onderlinge duels» 19:00 (UTC+2) | Rutger Backe 80' |       | 87' Guðmundur Þorbjörnsson | Örjans vall, Halmstad Toeschouwers: 10.690 Scheidsrechter: Torben Månsson (DEN) |

|                                                                       |                    |       |                                        |                                                                                       |
| 3 september WK 1982 kwalificatie № 120 «onderlinge duels» 18:30 (UTC) | IJsland            | 1 – 2 | Sovjet-Unie                            | Laugardalsvöllur, Reykjavik Toeschouwers: 4.190 Scheidsrechter: Thomas Donnelly (NIR) |
| 3 september WK 1982 kwalificatie № 120 «onderlinge duels» 18:30 (UTC) | Árni Sveinsson 75' |       | 35' Joeri Gavrilov 80' Sergej Andrejev | Laugardalsvöllur, Reykjavik Toeschouwers: 4.190 Scheidsrechter: Thomas Donnelly (NIR) |

|                                                                          |                        |       |                                                                   |                                                                                  |
| 24 september WK 1982 kwalificatie № 121 «onderlinge duels» 16:00 (UTC+4) | Turkije                | 1 – 3 | IJsland                                                           | İzmir Atatürkstadion, İzmir Toeschouwers: 18.506 Scheidsrechter: Ioan Igna (ROM) |
| 24 september WK 1982 kwalificatie № 121 «onderlinge duels» 16:00 (UTC+4) | Fatih Terim 72' (pen.) |       | 12' Janus Guðlaugsson 60' Albert Guðmundsson 81' Teitur Þórðarson | İzmir Atatürkstadion, İzmir Toeschouwers: 18.506 Scheidsrechter: Ioan Igna (ROM) |

|                                                                        |                                                                                         |       |         |                                                                                     |
| 15 oktober WK 1982 kwalificatie № 122 «onderlinge duels» 19:00 (UTC+3) | Sovjet-Unie                                                                             | 5 – 0 | IJsland | Leninstadion, Moskou Toeschouwers: 21.000 Scheidsrechter: Aleksander Suchanek (POL) |
| 15 oktober WK 1982 kwalificatie № 122 «onderlinge duels» 19:00 (UTC+3) | Sergej Andrejev 9' Choren Oganesjan 39', 58' Sergej Andrejev 78' Volodymyr Bezsonov 84' |       |         | Leninstadion, Moskou Toeschouwers: 21.000 Scheidsrechter: Aleksander Suchanek (POL) |

### 1981
|                                                                    | |       |                  |                                                                                    |
| 27 mei WK 1982 kwalificatie № 123 «onderlinge duels» 17:00 (UTC+2) | Tsjecho-Slowakije | 6 – 1 | IJsland          | Tehelné pole, Bratislava Toeschouwers: 21.756 Scheidsrechter: Nikos Zlatanos (GRE) |
| 27 mei WK 1982 kwalificatie № 123 «onderlinge duels» 17:00 (UTC+2) | Ladislav Vízek 35' Antonín Panenka 44' (pen.) Zdeněk Nehoda 72' Atli Eðvaldsson 78' (e.d.) Ján Kozák 79' Petr Janečka 87' |       | 53' Magnús Bergs | Tehelné pole, Bratislava Toeschouwers: 21.756 Scheidsrechter: Nikos Zlatanos (GRE) |

|                                                                    |                                                               |       |         |                                                                                           |
| 22 augustus Vriendschappelijk № 124 «onderlinge duels» 14:00 (UTC) | IJsland                                                       | 3 – 0 | Nigeria | Laugardalsvöllur, Reykjavik Toeschouwers: 1.113 Scheidsrechter: Eystein Guðmundsson (ISL) |
| 22 augustus Vriendschappelijk № 124 «onderlinge duels» 14:00 (UTC) | Árni Sveinsson 5' Lárus Guðmundsson 65' Marteinn Geirsson 73' |       |         | Laugardalsvöllur, Reykjavik Toeschouwers: 1.113 Scheidsrechter: Eystein Guðmundsson (ISL) |

|                                                                      |                                                                 |       |         |                                                                                            |
| 26 augustus Vriendschappelijk № 125 «onderlinge duels» 19:30 (UTC+2) | Denemarken                                                      | 3 – 0 | IJsland | Københavns Idrætspark, Kopenhagen Toeschouwers: 11.000 Scheidsrechter: Kaare Lindboe (NOR) |
| 26 augustus Vriendschappelijk № 125 «onderlinge duels» 19:30 (UTC+2) | Lars Lundkvist 12' Allan Simonsen 35' Allan Simonsen 39' (pen.) |       |         | Københavns Idrætspark, Kopenhagen Toeschouwers: 11.000 Scheidsrechter: Kaare Lindboe (NOR) |

|                                                                       |                                           |       |         |                                                                                        |
| 9 september WK 1982 kwalificatie № 126 «onderlinge duels» 18:15 (UTC) | IJsland                                   | 2 – 0 | Turkije | Laugardalsvöllur, Reykjavik Toeschouwers: 4.292 Scheidsrechter: Kevin O'Sullivan (IRL) |
| 9 september WK 1982 kwalificatie № 126 «onderlinge duels» 18:15 (UTC) | Lárus Guðmundsson 20' Atli Eðvaldsson 66' |       |         | Laugardalsvöllur, Reykjavik Toeschouwers: 4.292 Scheidsrechter: Kevin O'Sullivan (IRL) |

|                                                                        |                  |       |                   |                                                                                  |
| 23 september WK 1982 kwalificatie № 127 «onderlinge duels» 17:30 (UTC) | IJsland          | 1 – 1 | Tsjecho-Slowakije | Laugardalsvöllur, Reykjavik Toeschouwers: 7.343 Scheidsrechter: Kenny Hope (SCO) |
| 23 september WK 1982 kwalificatie № 127 «onderlinge duels» 17:30 (UTC) | Pétur Ormslev 6' |       | 78' Ján Kozák     | Laugardalsvöllur, Reykjavik Toeschouwers: 7.343 Scheidsrechter: Kenny Hope (SCO) |

|                                                                        |                                  |       |                                                 |                                                                               |
| 14 oktober WK 1982 kwalificatie № 128 «onderlinge duels» 19:30 (UTC+1) | Wales                            | 2 – 2 | IJsland                                         | Vetch Field, Swansea Toeschouwers: 19.783 Scheidsrechter: Arto Ravander (FIN) |
| 14 oktober WK 1982 kwalificatie № 128 «onderlinge duels» 19:30 (UTC+1) | Robbie James 24' Alan Curtis 54' |       | 41' Ásgeir Sigurvinsson 61' Ásgeir Sigurvinsson | Vetch Field, Swansea Toeschouwers: 19.783 Scheidsrechter: Arto Ravander (FIN) |

### 1982
|                                                     |         |       |         | |
| 14 maart Vriendschappelijk № 129 «onderlinge duels» | Koeweit | 0 – 0 | IJsland | Sabah Al Salemstadion, Koeweit-Stad Toeschouwers: 500 Scheidsrechter: Ali Al Bannai Abdulwahab (KUW) |
| 14 maart Vriendschappelijk № 129 «onderlinge duels» |         |       |         | Sabah Al Salemstadion, Koeweit-Stad Toeschouwers: 500 Scheidsrechter: Ali Al Bannai Abdulwahab (KUW) |

|                                                               |                      |       |                  |                                                                                   |
| 2 juni Vriendschappelijk № 130 «onderlinge duels» 20:00 (UTC) | IJsland              | 1 – 1 | Engeland         | Laugardalsvöllur, Reykjavik Toeschouwers: 10.814 Scheidsrechter: Ib Nielsen (DEN) |
| 2 juni Vriendschappelijk № 130 «onderlinge duels» 20:00 (UTC) | Arnór Guðjohnsen 23' |       | 69' Paul Goddard | Laugardalsvöllur, Reykjavik Toeschouwers: 10.814 Scheidsrechter: Ib Nielsen (DEN) |

|                                                                    |                                         |       |                              |                                                                                          |
| 5 juni EK 1984 kwalificatie № 131 «onderlinge duels» 16:30 (UTC+2) | Malta                                   | 2 – 1 | IJsland                      | Stadio Giovanni Celeste, Messina Toeschouwers: 1.271 Scheidsrechter: Pietro D'Elia (ITA) |
| 5 juni EK 1984 kwalificatie № 131 «onderlinge duels» 16:30 (UTC+2) | Ernest Spiteri-Gonzi 43' Leli Fabri 48' |       | 49' (pen.) Marteinn Geirsson | Stadio Giovanni Celeste, Messina Toeschouwers: 1.271 Scheidsrechter: Pietro D'Elia (ITA) |

|                                                                  |                                                   |       |                                                  |                                                                                |
| 11 juli Vriendschappelijk № 132 «onderlinge duels» 18:30 (UTC+3) | Finland                                           | 3 – 2 | IJsland                                          | Olympisch Stadion, Helsinki Toeschouwers: 7.491 Scheidsrechter: Bo Helén (SWE) |
| 11 juli Vriendschappelijk № 132 «onderlinge duels» 18:30 (UTC+3) | Atik Ismail 3' Juhani Himanka 40' Keijo Kousa 90' |       | 69' (pen.) Marteinn Geirsson 79' Atli Eðvaldsson | Olympisch Stadion, Helsinki Toeschouwers: 7.491 Scheidsrechter: Bo Helén (SWE) |

|                                                                     |         | |         |                                                                                            |
| 1 augustus Vriendschappelijk № 133 «onderlinge duels» 15:00 (UTC+1) | Faeröer | 1 – 4                                                                                                | IJsland | Ovara Vølli í Gundadali, Tórshavn Toeschouwers: 1.000 Scheidsrechter: Robert McBaine (SCO) |
| 1 augustus Vriendschappelijk № 133 «onderlinge duels» 15:00 (UTC+1) |         | 43' Heimir Karlsson 60' Sigurður Grétarsson 65' Erlingur Kristjánsson 76' (pen.) Sigurður Grétarsson |         | Ovara Vølli í Gundadali, Tórshavn Toeschouwers: 1.000 Scheidsrechter: Robert McBaine (SCO) |

|                                                                     |         | |         |                                          |
| 2 augustus Vriendschappelijk № 134 «onderlinge duels» 19:00 (UTC+1) | Faeröer | 0 – 4                                                                                              | IJsland | Serpugerði, Norðragøta Toeschouwers: 600 |
| 2 augustus Vriendschappelijk № 134 «onderlinge duels» 19:00 (UTC+1) |         | 8' Sigurður Grétarsson 57' Erlingur Kristjánsson 66' Sigurður Grétarsson 79' Erlingur Kristjánsson |         | Serpugerði, Norðragøta Toeschouwers: 600 |

|                                                                           |                     |       |                     |                                                                                      |
| 1 september EK 1984 kwalificatie № 135 «onderlinge duels» 18:30 uur (UTC) | IJsland             | 1 – 1 | Nederland           | Laugardalsvöllur, Reykjavik Toeschouwers: 2.862 Scheidsrechter: Brian McGinlay (SCO) |
| 1 september EK 1984 kwalificatie № 135 «onderlinge duels» 18:30 uur (UTC) | Atli Eðvaldsson 49' |       | 51' Dick Schoenaker | Laugardalsvöllur, Reykjavik Toeschouwers: 2.862 Scheidsrechter: Brian McGinlay (SCO) |

|                                                                    |         |                     |     |                                                                                      |
| 8 september Vriendschappelijk № 136 «onderlinge duels» 18:15 (UTC) | IJsland | 0 – 1               | DDR | Laugardalsvöllur, Reykjavik Toeschouwers: 2.217 Scheidsrechter: Peer Frickmann (DEN) |
| 8 september Vriendschappelijk № 136 «onderlinge duels» 18:15 (UTC) |         | 30' Joachim Streich |     | Laugardalsvöllur, Reykjavik Toeschouwers: 2.217 Scheidsrechter: Peer Frickmann (DEN) |

|                                                                        |                                       |       |         |                                                                             |
| 13 oktober EK 1984 kwalificatie № 137 «onderlinge duels» 16:00 (UTC+1) | Ierland                               | 2 – 0 | IJsland | Lansdowne Road, Dublin Toeschouwers: 23.371 Scheidsrechter: Paul Rion (LUX) |
| 13 oktober EK 1984 kwalificatie № 137 «onderlinge duels» 16:00 (UTC+1) | Frank Stapleton 35' Tony Grealish 73' |       |         | Lansdowne Road, Dublin Toeschouwers: 23.371 Scheidsrechter: Paul Rion (LUX) |

|                                                                        |             |       |         |                                                                                   |
| 27 oktober EK 1984 kwalificatie № 138 «onderlinge duels» 20:30 (UTC+1) | Spanje      | 1 – 0 | IJsland | Estadio La Rosaleda, Málaga Toeschouwers: 15.132 Scheidsrechter: Mário Luís (POR) |
| 27 oktober EK 1984 kwalificatie № 138 «onderlinge duels» 20:30 (UTC+1) | Pedraza 59' |       |         | Estadio La Rosaleda, Málaga Toeschouwers: 15.132 Scheidsrechter: Mário Luís (POR) |

### 1983
|                                                                  |         |                   |        |                                                                                      |
| 29 mei EK 1984 kwalificatie № 139 «onderlinge duels» 14:00 (UTC) | IJsland | 0 – 1             | Spanje | Laugardalsvöllur, Reykjavik Toeschouwers: 7.055 Scheidsrechter: Ronald Bridges (WAL) |
| 29 mei EK 1984 kwalificatie № 139 «onderlinge duels» 14:00 (UTC) |         | 9' Antonio Maceda |        | Laugardalsvöllur, Reykjavik Toeschouwers: 7.055 Scheidsrechter: Ronald Bridges (WAL) |

|                                                                  |                     |       |       |                                                                                     |
| 5 juni EK 1984 kwalificatie № 140 «onderlinge duels» 17:00 (UTC) | IJsland             | 1 – 0 | Malta | Laugardalsvöllur, Reykjavik Toeschouwers: 5.718 Scheidsrechter: Alex Jacobsen (DEN) |
| 5 juni EK 1984 kwalificatie № 140 «onderlinge duels» 17:00 (UTC) | Atli Eðvaldsson 44' |       |       | Laugardalsvöllur, Reykjavik Toeschouwers: 5.718 Scheidsrechter: Alex Jacobsen (DEN) |

|                                                                   | |       |         |                                                                                        |
| 8 augustus Vriendschappelijk № 141 «onderlinge duels» 19:00 (UTC) | IJsland | 6 – 0 | Faeröer | Njarðvíkurvöllur, Njarðvík Toeschouwers: 200 Scheidsrechter: Þorvarður Björnsson (ISL) |
| 8 augustus Vriendschappelijk № 141 «onderlinge duels» 19:00 (UTC) | Gunnar Gíslason 21' (pen.) Óli Magnússon 38' Þórður Marelsson 50' Sæbjörn Guðmundsson 60' Óli Magnússon 65' Sæbjörn Guðmundsson 74' |       |         | Njarðvíkurvöllur, Njarðvík Toeschouwers: 200 Scheidsrechter: Þorvarður Björnsson (ISL) |

|                                                                    |         |                                                                                   |        |                                                                                        |
| 17 augustus Vriendschappelijk № 142 «onderlinge duels» 19:00 (UTC) | IJsland | 0 – 4                                                                             | Zweden | Laugardalsvöllur, Reykjavik Toeschouwers: 2.020 Scheidsrechter: David Richardson (ENG) |
| 17 augustus Vriendschappelijk № 142 «onderlinge duels» 19:00 (UTC) |         | 4' Mats Jingblad 19' Sten-Ove Ramberg 28' Glenn Hysén 82' (pen.) Stig Fredriksson |        | Laugardalsvöllur, Reykjavik Toeschouwers: 2.020 Scheidsrechter: David Richardson (ENG) |

|                                                                             |                                                     |       |         |                                                                                       |
| 7 september EK 1984 kwalificatie № 143 «onderlinge duels» 20:00 uur (UTC+1) | Nederland                                           | 3 – 0 | IJsland | Oosterparkstadion, Groningen Toeschouwers: 5.617 Scheidsrechter: Andrzej Libich (POL) |
| 7 september EK 1984 kwalificatie № 143 «onderlinge duels» 20:00 uur (UTC+1) | Ronald Koeman 16' Ruud Gullit 18' Peter Houtman 21' |       |         | Oosterparkstadion, Groningen Toeschouwers: 5.617 Scheidsrechter: Andrzej Libich (POL) |

|                                                                        |         |                                                        |         |                                                                                      |
| 21 september EK 1984 kwalificatie № 144 «onderlinge duels» 17:30 (UTC) | IJsland | 0 – 3                                                  | Ierland | Laugardalsvöllur, Reykjavik Toeschouwers: 13.706 Scheidsrechter: Gérard Biguet (FRA) |
| 21 september EK 1984 kwalificatie № 144 «onderlinge duels» 17:30 (UTC) |         | 17' Gary Waddock 21' Michael Robinson 82' Mickey Walsh |         | Laugardalsvöllur, Reykjavik Toeschouwers: 13.706 Scheidsrechter: Gérard Biguet (FRA) |

### 1984
|                                                                |         |                   |           |                                                                                     |
| 20 juni Vriendschappelijk № 145 «onderlinge duels» 20:00 (UTC) | IJsland | 0 – 1             | Noorwegen | Laugardalsvöllur, Reykjavik Toeschouwers: 6.139 Scheidsrechter: Alan Ferguson (SCO) |
| 20 juni Vriendschappelijk № 145 «onderlinge duels» 20:00 (UTC) |         | 79' Egil Johansen |           | Laugardalsvöllur, Reykjavik Toeschouwers: 6.139 Scheidsrechter: Alan Ferguson (SCO) |

|                                                   |         |       |         |                      |
| 1 augustus Groenland Cup № 146 «onderlinge duels» | Faeröer | 0 – 0 | IJsland | Tórsvøllur, Tórshavn |
| 1 augustus Groenland Cup № 146 «onderlinge duels» |         |       |         | Tórsvøllur, Tórshavn |

|                                |                       |       |           |                            |
| 3 augustus Groenland Cup № 147 | IJsland               | 1 – 0 | Groenland | Fuglafjørður, Fuglafjørður |
| 3 augustus Groenland Cup № 147 | Steingrímur Birgisson |       |           | Fuglafjørður, Fuglafjørður |

|                                                                        |                  |       |       |                                                                                    |
| 12 september WK 1986 kwalificatie № 148 «onderlinge duels» 17:15 (UTC) | IJsland          | 1 – 0 | Wales | Laugardalsvöllur, Reykjavik Toeschouwers: 10.837 Scheidsrechter: Erik Jensen (DEN) |
| 12 september WK 1986 kwalificatie № 148 «onderlinge duels» 17:15 (UTC) | Magnús Bergs 52' |       |       | Laugardalsvöllur, Reykjavik Toeschouwers: 10.837 Scheidsrechter: Erik Jensen (DEN) |

|                                                         |               |                                            |         |                                                                                    |
| 25 september Vriendschappelijk № 149 «onderlinge duels» | Saoedi-Arabië | 1 – 2                                      | IJsland | KFUPM Stadium, Dhahran Toeschouwers: 18.000 Scheidsrechter: Fallaj Al-Shanar (KSA) |
| 25 september Vriendschappelijk № 149 «onderlinge duels» |               | 9' Gunnar Gíslason 70' Guðmundur Steinsson |         | KFUPM Stadium, Dhahran Toeschouwers: 18.000 Scheidsrechter: Fallaj Al-Shanar (KSA) |

|                                                                        |                                                      |       |         |                                                                                 |
| 17 oktober WK 1986 kwalificatie № 150 «onderlinge duels» 20:00 (UTC+1) | Schotland                                            | 3 – 0 | IJsland | Hampden Park, Glasgow Toeschouwers: 52.829 Scheidsrechter: Egbert Mulders (NED) |
| 17 oktober WK 1986 kwalificatie № 150 «onderlinge duels» 20:00 (UTC+1) | Paul McStay 26' Paul McStay 40' Charles Nicholas 74' |       |         | Hampden Park, Glasgow Toeschouwers: 52.829 Scheidsrechter: Egbert Mulders (NED) |

|                                                                       |                                   |       |                     |                                                                                |
| 14 november WK 1986 kwalificatie № 151 «onderlinge duels» 19:30 (UTC) | Wales                             | 2 – 1 | IJsland             | Ninian Park, Cardiff Toeschouwers: 10.504 Scheidsrechter: Éamonn Farrell (IRL) |
| 14 november WK 1986 kwalificatie № 151 «onderlinge duels» 19:30 (UTC) | Mickey Thomas 36' Mark Hughes 62' |       | 55' Pétur Pétursson | Ninian Park, Cardiff Toeschouwers: 10.504 Scheidsrechter: Éamonn Farrell (IRL) |

### 1985
|                                                                   |         |                         |         |                                                          |
| 31 maart Vriendschappelijk № 152 «onderlinge duels» 18:30 (UTC+3) | Koeweit | 1 – 1                   | IJsland | Sabah Al Salemstadion, Koeweit-Stad Toeschouwers: 10.000 |
| 31 maart Vriendschappelijk № 152 «onderlinge duels» 18:30 (UTC+3) |         | 21' Guðmundur Steinsson |         | Sabah Al Salemstadion, Koeweit-Stad Toeschouwers: 10.000 |

|                                                                   |           |       |         |                                                                                  |
| 24 april Vriendschappelijk № 153 «onderlinge duels» 18:30 (UTC+2) | Luxemburg | 0 – 0 | IJsland | Stade Am Deich, Ettelbruck Toeschouwers: 540 Scheidsrechter: Gérard Biguet (FRA) |
| 24 april Vriendschappelijk № 153 «onderlinge duels» 18:30 (UTC+2) |           |       |         | Stade Am Deich, Ettelbruck Toeschouwers: 540 Scheidsrechter: Gérard Biguet (FRA) |

|                                                                  |         |              |           |                                                                                           |
| 28 mei WK 1986 kwalificatie № 154 «onderlinge duels» 19:00 (UTC) | IJsland | 0 – 1        | Schotland | Laugardalsvöllur, Reykjavik Toeschouwers: 15.052 Scheidsrechter: Anatoli Miltsjenko (URS) |
| 28 mei WK 1986 kwalificatie № 154 «onderlinge duels» 19:00 (UTC) |         | 86' Jim Bett |           | Laugardalsvöllur, Reykjavik Toeschouwers: 15.052 Scheidsrechter: Anatoli Miltsjenko (URS) |

|                                                                   |                      |       |                                           |                                                                                    |
| 12 juni WK 1986 kwalificatie № 155 «onderlinge duels» 20:00 (UTC) | IJsland              | 1 – 2 | Spanje                                    | Laugardalsvöllur, Reykjavik Toeschouwers: 10.410 Scheidsrechter: André Daina (SUI) |
| 12 juni WK 1986 kwalificatie № 155 «onderlinge duels» 20:00 (UTC) | Teitur Þórðarson 33' |       | 50' Manuel Sarabia 67' Marcos Alonso Peña | Laugardalsvöllur, Reykjavik Toeschouwers: 10.410 Scheidsrechter: André Daina (SUI) |

|                                                                | |       |         |                                                                                         |
| 10 juli Vriendschappelijk № 156 «onderlinge duels» 18:30 (UTC) | IJsland | 9 – 0 | Faeröer | Keflavíkvöllur, Keflavík Toeschouwers: 5.200 Scheidsrechter: Guðmundur Haraldsson (ISL) |
| 10 juli Vriendschappelijk № 156 «onderlinge duels» 18:30 (UTC) | Ragnar Margeirsson 11' Gunnar Gíslason 12' Guðmundur Steinsson 27' Sveinbjörn Hákonarson 44' Ragnar Margeirsson 53' Ragnar Margeirsson 68' Guðmundur Þorbjörnsson 73' Guðmundur Steinsson 78' Sævar Jónsson 88' |       |         | Keflavíkvöllur, Keflavík Toeschouwers: 5.200 Scheidsrechter: Guðmundur Haraldsson (ISL) |

|                                                                |                     |       |         |                                                                          |
| 12 juli Vriendschappelijk № 157 «onderlinge duels» 18:00 (UTC) | IJsland             | 1 – 0 | Faeröer | Akranesvöllur, Akranes Toeschouwers: 220 Scheidsrechter: Óli Olsen (ISL) |
| 12 juli Vriendschappelijk № 157 «onderlinge duels» 18:00 (UTC) | Pétur Pétursson 15' |       |         | Akranesvöllur, Akranes Toeschouwers: 220 Scheidsrechter: Óli Olsen (ISL) |

|                                                            |                                         |       |                     |                                                                                                  |
| 25 september WK 1986 kwalificatie № 158 «onderlinge duels» | Spanje                                  | 2 – 1 | IJsland             | Estadio Benito Villamarín, Sevilla Toeschouwers: 45.000 Scheidsrechter: Siegfried Kirschen (DDR) |
| 25 september WK 1986 kwalificatie № 158 «onderlinge duels» | Hipólito Rincón 44' Rafael Gordillo 51' |       | 36' Pétur Pétursson | Estadio Benito Villamarín, Sevilla Toeschouwers: 45.000 Scheidsrechter: Siegfried Kirschen (DDR) |

### 1986
|                                                     |         |                       |         |                                               |
| 11 maart Vriendschappelijk № 159 «onderlinge duels» | Bahrein | 2 – 1                 | IJsland | Nationaal stadion, Manama Toeschouwers: 2.000 |
| 11 maart Vriendschappelijk № 159 «onderlinge duels» |         | 54' Halldór Áskelsson |         | Nationaal stadion, Manama Toeschouwers: 2.000 |

|                                                     |         |                                               |         |                           |
| 14 maart Vriendschappelijk № 160 «onderlinge duels» | Bahrein | 0 – 2                                         | IJsland | Nationaal stadion, Manama |
| 14 maart Vriendschappelijk № 160 «onderlinge duels» |         | 50' Halldór Áskelsson 58' Guðmundur Steinsson |         | Nationaal stadion, Manama |

|                                                     |                      |       |         |                                                          |
| 19 maart Vriendschappelijk № 161 «onderlinge duels» | Koeweit              | 1 – 0 | IJsland | Sabah Al Salemstadion, Koeweit-Stad Toeschouwers: 20.000 |
| 19 maart Vriendschappelijk № 161 «onderlinge duels» | Faisal Al-Dakhil 32' |       |         | Sabah Al Salemstadion, Koeweit-Stad Toeschouwers: 20.000 |

|                                                                                             |                      |       |                                  |                                                                                   |
| 25 mei Vriendschappelijk Iceland Triangular Tournament № 162 «onderlinge duels» 17:00 (UTC) | IJsland              | 1 – 2 | Ierland                          | Laugardalsvöllur, Reykjavik Toeschouwers: 4.286 Scheidsrechter: Joe Worrall (ENG) |
| 25 mei Vriendschappelijk Iceland Triangular Tournament № 162 «onderlinge duels» 17:00 (UTC) | Arnór Guðjohnsen 40' |       | 34' Paul McGrath 84' Gerard Daly | Laugardalsvöllur, Reykjavik Toeschouwers: 4.286 Scheidsrechter: Joe Worrall (ENG) |

|                                                                                             |                         |       |                                   |                                                                                   |
| 29 mei Vriendschappelijk Iceland Triangular Tournament № 163 «onderlinge duels» 19:00 (UTC) | IJsland                 | 1 – 2 | Tsjecho-Slowakije                 | Laugardalsvöllur, Reykjavik Toeschouwers: 1.441 Scheidsrechter: Joe Worrall (ENG) |
| 29 mei Vriendschappelijk Iceland Triangular Tournament № 163 «onderlinge duels» 19:00 (UTC) | Guðmundur Steinsson 84' |       | 54' Karel Kula 61' Jozef Chovanec | Laugardalsvöllur, Reykjavik Toeschouwers: 1.441 Scheidsrechter: Joe Worrall (ENG) |

|                                                                        |         |       |           |                                                                                      |
| 10 september EK 1988 kwalificatie № 164 «onderlinge duels» 18:00 (UTC) | IJsland | 0 – 0 | Frankrijk | Laugardalsvöllur, Reykjavik Toeschouwers: 13.758 Scheidsrechter: Alan Ferguson (SCO) |
| 10 september EK 1988 kwalificatie № 164 «onderlinge duels» 18:00 (UTC) |         |       |           | Laugardalsvöllur, Reykjavik Toeschouwers: 13.758 Scheidsrechter: Alan Ferguson (SCO) |

|                                                                        |                      |       |                          |                                                                                              |
| 24 september EK 1988 kwalificatie № 165 «onderlinge duels» 17:30 (UTC) | IJsland              | 1 – 1 | Sovjet-Unie              | Laugardalsvöllur, Reykjavik Toeschouwers: 6.368 Scheidsrechter: Karl-Josef Assenmacher (BRD) |
| 24 september EK 1988 kwalificatie № 165 «onderlinge duels» 17:30 (UTC) | Arnór Guðjohnsen 31' |       | 45' Tengiz Soelakvelidze | Laugardalsvöllur, Reykjavik Toeschouwers: 6.368 Scheidsrechter: Karl-Josef Assenmacher (BRD) |

|                                                                        |                                 |       |         |                                                                                                  |
| 29 oktober EK 1988 kwalificatie № 166 «onderlinge duels» 17:00 (UTC+1) | DDR                             | 2 – 0 | IJsland | Ernst Thälmannstadion, Karl-Marx-Stadt Toeschouwers: 15.000 Scheidsrechter: Zoran Petrović (YUG) |
| 29 oktober EK 1988 kwalificatie № 166 «onderlinge duels» 17:00 (UTC+1) | Andreas Thom 5' Ulf Kirsten 90' |       |         | Ernst Thälmannstadion, Karl-Marx-Stadt Toeschouwers: 15.000 Scheidsrechter: Zoran Petrović (YUG) |

### 1987
|                                                        |         |                       |         |                                     |
| 26 februari Vriendschappelijk № 167 «onderlinge duels» | Koeweit | 1 – 1                 | IJsland | Sabah Al Salemstadion, Koeweit-Stad |
| 26 februari Vriendschappelijk № 167 «onderlinge duels» |         | 75' Halldór Áskelsson |         | Sabah Al Salemstadion, Koeweit-Stad |

|                                                        |         |                     |         |                                     |
| 28 februari Vriendschappelijk № 168 «onderlinge duels» | Koeweit | 0 – 1               | IJsland | Sabah Al Salemstadion, Koeweit-Stad |
| 28 februari Vriendschappelijk № 168 «onderlinge duels» |         | 30' Loftur Ólafsson |         | Sabah Al Salemstadion, Koeweit-Stad |

|                                                                                             |                                            |       |         |                                                                                     |
| 15 april Olympisch kwalificatietoernooi voetbal 1988 № 169 «onderlinge duels» 20:00 (UTC+2) | Italië                                     | 2 – 0 | IJsland | Stadio Adriatico, Pescara Toeschouwers: 11.543 Scheidsrechter: Victor Mintoff (MLT) |
| 15 april Olympisch kwalificatietoernooi voetbal 1988 № 169 «onderlinge duels» 20:00 (UTC+2) | Pietro Paolo Virdis 41' Mauro Tassotti 87' |       |         | Stadio Adriatico, Pescara Toeschouwers: 11.543 Scheidsrechter: Victor Mintoff (MLT) |

|                                                                      |                                          |       |         |                                                                                   |
| 29 april EK 1988 kwalificatie № 170 «onderlinge duels» 20:00 (UTC+2) | Frankrijk                                | 2 – 0 | IJsland | Parc des Princes, Parijs Toeschouwers: 27.732 Scheidsrechter: Fred McKnight (NIR) |
| 29 april EK 1988 kwalificatie № 170 «onderlinge duels» 20:00 (UTC+2) | Carmelo Micciche 37' Yannick Stopyra 65' |       |         | Parc des Princes, Parijs Toeschouwers: 27.732 Scheidsrechter: Fred McKnight (NIR) |

|                                                                                         |                                                             |       |                                 |                                                                                    |
| 26 mei Olympisch kwalificatietoernooi voetbal 1988 № 171 «onderlinge duels» 18:00 (UTC) | IJsland                                                     | 2 – 2 | Nederland                       | Laugardalsvöllur, Reykjavik Toeschouwers: 1.228 Scheidsrechter: Patrick Daly (IRL) |
| 26 mei Olympisch kwalificatietoernooi voetbal 1988 № 171 «onderlinge duels» 18:00 (UTC) | Guðmundur Torfason 32' (pen.) Guðmundur Torfason 53' (pen.) |       | 14' Henny Meijer 56' Mario Been | Laugardalsvöllur, Reykjavik Toeschouwers: 1.228 Scheidsrechter: Patrick Daly (IRL) |

|                                                                  |         | |     |                                                                                             |
| 3 juni EK 1988 kwalificatie № 172 «onderlinge duels» 20:00 (UTC) | IJsland | 0 – 6                                                                                                   | DDR | Laugardalsvöllur, Reykjavik Toeschouwers: 8.758 Scheidsrechter: Henning Lund-Sørensen (DEN) |
| 3 juni EK 1988 kwalificatie № 172 «onderlinge duels» 20:00 (UTC) |         | 15' Ralf Minge 38' Andreas Thom 49' Thomas Doll 69' Andreas Thom 85' Matthias Döschner 88' Andreas Thom |     | Laugardalsvöllur, Reykjavik Toeschouwers: 8.758 Scheidsrechter: Henning Lund-Sørensen (DEN) |

|                                                                                              |                                             |       |     |                                                                                   |
| 2 september Olympisch kwalificatietoernooi voetbal 1988 № 173 «onderlinge duels» 18:00 (UTC) | IJsland                                     | 2 – 0 | DDR | Laugardalsvöllur, Reykjavik Toeschouwers: 1.321 Scheidsrechter: Howard King (WAL) |
| 2 september Olympisch kwalificatietoernooi voetbal 1988 № 173 «onderlinge duels» 18:00 (UTC) | Guðmundur Torfason 51' Ólafur Þórðarson 79' |       |     | Laugardalsvöllur, Reykjavik Toeschouwers: 1.321 Scheidsrechter: Howard King (WAL) |

|                                                                       |                                       |       |                   |                                                                                       |
| 9 september EK 1988 kwalificatie № 174 «onderlinge duels» 17:45 (UTC) | IJsland                               | 2 – 1 | Noorwegen         | Laugardalsvöllur, Reykjavik Toeschouwers: 5.450 Scheidsrechter: Wilfred Wallace (IRL) |
| 9 september EK 1988 kwalificatie № 174 «onderlinge duels» 17:45 (UTC) | Pétur Pétursson 21' Pétur Ormslev 59' |       | 11' Jørn Andersen | Laugardalsvöllur, Reykjavik Toeschouwers: 5.450 Scheidsrechter: Wilfred Wallace (IRL) |

|                                                                          |           |                     |         |                                                                                |
| 23 september EK 1988 kwalificatie № 175 «onderlinge duels» 19:00 (UTC+2) | Noorwegen | 0 – 1               | IJsland | Ullevaalstadion, Oslo Toeschouwers: 3.540 Scheidsrechter: Håkan Lundgren (SWE) |
| 23 september EK 1988 kwalificatie № 175 «onderlinge duels» 19:00 (UTC+2) |           | 30' Atli Eðvaldsson |         | Ullevaalstadion, Oslo Toeschouwers: 3.540 Scheidsrechter: Håkan Lundgren (SWE) |

|                                                                                            |                                          |       |                         |                                                                                              |
| 7 oktober Olympisch kwalificatietoernooi voetbal 1988 № 176 «onderlinge duels» 21:00 (UTC) | Portugal                                 | 2 – 1 | IJsland                 | Estádio Dr. Magalhães Pessoa, Leiria Toeschouwers: 2.000 Scheidsrechter: Yusuf Namoğlu (TUR) |
| 7 oktober Olympisch kwalificatietoernooi voetbal 1988 № 176 «onderlinge duels» 21:00 (UTC) | Humberto Coelho 22' António Aparício 51' |       | 59' Guðmundur Steinsson | Estádio Dr. Magalhães Pessoa, Leiria Toeschouwers: 2.000 Scheidsrechter: Yusuf Namoğlu (TUR) |

|                                                                        |                                     |       |         |                                                                                            |
| 28 oktober EK 1988 kwalificatie № 177 «onderlinge duels» 19:00 (UTC+3) | Sovjet-Unie                         | 2 – 0 | IJsland | Lokomotivstadion, Simferopol Toeschouwers: 24.812 Scheidsrechter: Michał Listkiewicz (POL) |
| 28 oktober EK 1988 kwalificatie № 177 «onderlinge duels» 19:00 (UTC+3) | Ihor Bjelanov 15' Oleh Protasov 52' |       |         | Lokomotivstadion, Simferopol Toeschouwers: 24.812 Scheidsrechter: Michał Listkiewicz (POL) |

### 1988
|                                                                                             |            |       |         |                                                                                       |
| 27 april Olympisch kwalificatietoernooi voetbal 1988 № 178 «onderlinge duels» 19:30 (UTC+2) | Nederland  | 1 – 0 | IJsland | Stadion De Vijverberg, Doetinchem Toeschouwers: 573 Scheidsrechter: Alan Snoddy (NIR) |
| 27 april Olympisch kwalificatietoernooi voetbal 1988 № 178 «onderlinge duels» 19:30 (UTC+2) | Ruud Brood |       |         | Stadion De Vijverberg, Doetinchem Toeschouwers: 573 Scheidsrechter: Alan Snoddy (NIR) |

|                                                                                             |                                          |       |         |                                                                                            |
| 30 april Olympisch kwalificatietoernooi voetbal 1988 № 179 «onderlinge duels» 15:30 (UTC+2) | DDR                                      | 3 – 0 | IJsland | Stadion der Jugend, Bischofswerda Toeschouwers: 5.800 Scheidsrechter: Roger Philippi (LUX) |
| 30 april Olympisch kwalificatietoernooi voetbal 1988 № 179 «onderlinge duels» 15:30 (UTC+2) | Olaf Marschall Jürgen Raab Heiko Peschke |       |         | Stadion der Jugend, Bischofswerda Toeschouwers: 5.800 Scheidsrechter: Roger Philippi (LUX) |

|                                                                |                                                       |       |         |                                                                                   |
| 4 mei Vriendschappelijk № 180 «onderlinge duels» 18:00 (UTC+2) | Hongarije                                             | 3 – 0 | IJsland | Népstadion, Boedapest Toeschouwers: 3.700 Scheidsrechter: Ovadia Ben Itzhak (ISR) |
| 4 mei Vriendschappelijk № 180 «onderlinge duels» 18:00 (UTC+2) | István Vincze 45' Sándor Sallai 64' Kálmán Kovács 89' |       |         | Népstadion, Boedapest Toeschouwers: 3.700 Scheidsrechter: Ovadia Ben Itzhak (ISR) |

|                                                                                           |         |            |          |                                                                                       |
| 24 mei Olympisch kwalificatietoernooi voetbal 1988 № 181 «onderlinge duels» 18:00 (UTC+2) | IJsland | 0 – 1      | Portugal | Laugardalsvöllur, Reykjavik Toeschouwers: 1.564 Scheidsrechter: Peter Mikkelsen (DEN) |
| 24 mei Olympisch kwalificatietoernooi voetbal 1988 № 181 «onderlinge duels» 18:00 (UTC+2) |         | 89' Miguel |          | Laugardalsvöllur, Reykjavik Toeschouwers: 1.564 Scheidsrechter: Peter Mikkelsen (DEN) |

|                                                                                         |         |       |        |                                                                                    |
| 29 mei Olympisch kwalificatietoernooi voetbal 1988 № 181 «onderlinge duels» 20:00 (UTC) | IJsland | 0 – 3 | Italië | Laugardalsvöllur, Reykjavik Toeschouwers: 2.537 Scheidsrechter: Keith Cooper (WAL) |
| 29 mei Olympisch kwalificatietoernooi voetbal 1988 № 181 «onderlinge duels» 20:00 (UTC) |         |       |        | Laugardalsvöllur, Reykjavik Toeschouwers: 2.537 Scheidsrechter: Keith Cooper (WAL) |

|                                                                   |                                    |       |                                                                |                                                                                        |
| 7 augustus Vriendschappelijk № 183 «onderlinge duels» 19:00 (UTC) | IJsland                            | 2 – 3 | Bulgarije                                                      | Laugardalsvöllur, Reykjavik Toeschouwers: 1.348 Scheidsrechter: Erik Fredriksson (SWE) |
| 7 augustus Vriendschappelijk № 183 «onderlinge duels» 19:00 (UTC) | Pétur Ormslev 5' Pétur Ormslev 16' |       | 36' Georgi Yordanov 65' Ljoeboslav Penev 89' Petar Aleksandrov | Laugardalsvöllur, Reykjavik Toeschouwers: 1.348 Scheidsrechter: Erik Fredriksson (SWE) |

|                                                                    |         |               |        |                                                                                       |
| 18 augustus Vriendschappelijk № 184 «onderlinge duels» 18:30 (UTC) | IJsland | 0 – 1         | Zweden | Laugardalsvöllur, Reykjavik Toeschouwers: 2.091 Scheidsrechter: William Crombie (SCO) |
| 18 augustus Vriendschappelijk № 184 «onderlinge duels» 18:30 (UTC) |         | Jan Hellström |        | Laugardalsvöllur, Reykjavik Toeschouwers: 2.091 Scheidsrechter: William Crombie (SCO) |

|                                                                    |                   |       |         |                                                                                 |
| 24 augustus Vriendschappelijk № 185 «onderlinge duels» 18:30 (UTC) | IJsland           | 1 – 0 | Faeröer | Akranesvöllur, Akranes Toeschouwers: 400 Scheidsrechter: Sveinn Sveinsson (ISL) |
| 24 augustus Vriendschappelijk № 185 «onderlinge duels» 18:30 (UTC) | Ómar Torfason 32' |       |         | Akranesvöllur, Akranes Toeschouwers: 400 Scheidsrechter: Sveinn Sveinsson (ISL) |

|                                                                       |                         |       |                          |                                                                                   |
| 31 augustus WK 1990 kwalificatie № 186 «onderlinge duels» 18:00 (UTC) | IJsland                 | 1 – 1 | Sovjet-Unie              | Laugardalsvöllur, Reykjavik Toeschouwers: 7.982 Scheidsrechter: Alan Snoddy (NIR) |
| 31 augustus WK 1990 kwalificatie № 186 «onderlinge duels» 18:00 (UTC) | Sigurður Grétarsson 11' |       | 75' Hennadiy Lytovchenko | Laugardalsvöllur, Reykjavik Toeschouwers: 7.982 Scheidsrechter: Alan Snoddy (NIR) |

|                                                                     |         |                                                        |           |                                                                              |
| 21 september Vriendschappelijk № 187 «onderlinge duels» 17:30 (UTC) | IJsland | 0 – 3                                                  | Hongarije | Laugardalsvöllur, Reykjavik Toeschouwers: 333 Scheidsrechter: Bo Helén (SWE) |
| 21 september Vriendschappelijk № 187 «onderlinge duels» 17:30 (UTC) |         | 3' József Kiprich 16' István Vincze 18' József Kiprich |           | Laugardalsvöllur, Reykjavik Toeschouwers: 333 Scheidsrechter: Bo Helén (SWE) |

|                                                                       |                 |       |         |                                                                                          |
| 28 september Vriendschappelijk № 188 «onderlinge duels» 19:00 (UTC+1) | Denemarken      | 1 – 0 | IJsland | Københavns Idrætspark, Kopenhagen Toeschouwers: 6.500 Scheidsrechter: Adolf Prokop (DDR) |
| 28 september Vriendschappelijk № 188 «onderlinge duels» 19:00 (UTC+1) | Jan Bartram 15' |       |         | Københavns Idrætspark, Kopenhagen Toeschouwers: 6.500 Scheidsrechter: Adolf Prokop (DDR) |

|                                                                        |                  |       |                        |                                                                                         |
| 12 oktober WK 1990 kwalificatie № 189 «onderlinge duels» 14:30 (UTC+2) | Turkije          | 1 – 1 | IJsland                | BJK Inönüstadion, Istanbul Toeschouwers: 25.680 Scheidsrechter: Ovadia Ben Itzhak (ISR) |
| 12 oktober WK 1990 kwalificatie № 189 «onderlinge duels» 14:30 (UTC+2) | Ünal Karaman 73' |       | 63' Guðmundur Torfason | BJK Inönüstadion, Istanbul Toeschouwers: 25.680 Scheidsrechter: Ovadia Ben Itzhak (ISR) |

|                                                                        |                                   |       |         |                                                                                                 |
| 19 oktober WK 1990 kwalificatie № 190 «onderlinge duels» 17:00 (UTC+1) | DDR                               | 2 – 0 | IJsland | Friedrich-Ludwig-Jahn-Sportpark, Berlijn Toeschouwers: 12.300 Scheidsrechter: Einar Halle (NOR) |
| 19 oktober WK 1990 kwalificatie № 190 «onderlinge duels» 17:00 (UTC+1) | Andreas Thom 34' Andreas Thom 89' |       |         | Friedrich-Ludwig-Jahn-Sportpark, Berlijn Toeschouwers: 12.300 Scheidsrechter: Einar Halle (NOR) |

### 1989
|                                                               |         |                                  |          |                                                                                        |
| 19 mei Vriendschappelijk № 191 «onderlinge duels» 20:00 (UTC) | IJsland | 0 – 2                            | Engeland | Laugardalsvöllur, Reykjavik Toeschouwers: 775 Scheidsrechter: Kim Milton Nielsen (DEN) |
| 19 mei Vriendschappelijk № 191 «onderlinge duels» 20:00 (UTC) |         | 71' Terry Hurlock 81' Steve Bull |          | Laugardalsvöllur, Reykjavik Toeschouwers: 775 Scheidsrechter: Kim Milton Nielsen (DEN) |

|                                                                    |                      |       |                       |                                                                               |
| 31 mei WK 1990 kwalificatie № 192 «onderlinge duels» 19:00 (UTC+4) | Sovjet-Unie          | 1 – 1 | IJsland               | Leninstadion, Moskou Toeschouwers: 60.654 Scheidsrechter: Timo Keltonen (FIN) |
| 31 mei WK 1990 kwalificatie № 192 «onderlinge duels» 19:00 (UTC+4) | Igor Dobrovolski 65' |       | 86' Halldór Áskelsson | Leninstadion, Moskou Toeschouwers: 60.654 Scheidsrechter: Timo Keltonen (FIN) |

|                                                                   |         |       |            |                                                                                    |
| 14 juni WK 1990 kwalificatie № 193 «onderlinge duels» 20:00 (UTC) | IJsland | 0 – 0 | Oostenrijk | Laugardalsvöllur, Reykjavik Toeschouwers: 10.535 Scheidsrechter: Howard King (WAL) |
| 14 juni WK 1990 kwalificatie № 193 «onderlinge duels» 20:00 (UTC) |         |       |            | Laugardalsvöllur, Reykjavik Toeschouwers: 10.535 Scheidsrechter: Howard King (WAL) |

|                                                                         |                                          |       |                        |                                                                                     |
| 23 augustus WK 1990 kwalificatie № 194 «onderlinge duels» 19:00 (UTC+2) | Oostenrijk                               | 2 – 1 | IJsland                | Lehenerstadion, Salzburg Toeschouwers: 16.000 Scheidsrechter: Peter Mikkelsen (DEN) |
| 23 augustus WK 1990 kwalificatie № 194 «onderlinge duels» 19:00 (UTC+2) | Heimo Pfeifenberger 48' Manfred Zsak 62' |       | 49' Ragnar Margeirsson | Lehenerstadion, Salzburg Toeschouwers: 16.000 Scheidsrechter: Peter Mikkelsen (DEN) |

|                                                                       |         |                                                      |     |                                                                                    |
| 6 september WK 1990 kwalificatie № 195 «onderlinge duels» 18:00 (UTC) | IJsland | 0 – 3                                                | DDR | Laugardalsvöllur, Reykjavik Toeschouwers: 7.124 Scheidsrechter: Keith Cooper (WAL) |
| 6 september WK 1990 kwalificatie № 195 «onderlinge duels» 18:00 (UTC) |         | 55' Matthias Sammer 63' Rainer Ernst 65' Thomas Doll |     | Laugardalsvöllur, Reykjavik Toeschouwers: 7.124 Scheidsrechter: Keith Cooper (WAL) |

|                                                                        |                                         |       |                 |                                                                                          |
| 20 september WK 1990 kwalificatie № 196 «onderlinge duels» 17:30 (UTC) | IJsland                                 | 2 – 1 | Turkije         | Laugardalsvöllur, Reykjavik Toeschouwers: 3.451 Scheidsrechter: José Pérez Sánchez (ESP) |
| 20 september WK 1990 kwalificatie № 196 «onderlinge duels» 17:30 (UTC) | Pétur Pétursson 53' Pétur Pétursson 69' |       | 85' Feyyaz Uçar | Laugardalsvöllur, Reykjavik Toeschouwers: 3.451 Scheidsrechter: José Pérez Sánchez (ESP) |

KSÍ · A-internationals · Bondscoaches · Statistieken · IJslands vrouwenelftal · Olympisch elftal · IJsland U21 · IJsland U20 · IJsland U19 · IJsland U18 · IJsland U17 · IJsland U16 · Vrouwen U17
1946 – 1949 · 1950 – 1959 · 1960 – 1969 · 1970 – 1979 · 1980 – 1989 · 1990 – 1999 · 2000 – 2009 · 2010 – 2019 · 2020 − 2029
EK 2016
WK 2018
1946 · 1947 · 1948 · 1949 · 1950 · 1951 · 1952 · 1953 · 1954 · 1955 · 1956 · 1957 · 1958 · 1959 · 1960 · 1961 · 1962 · 1963 · 1964 · 1965 · 1966 · 1967 · 1968 · 1969 · 1970 · 1971 · 1972 · 1973 · 1974 · 1975 · 1976 · 1977 · 1978 · 1979 · 1980 · 1981 · 1982 · 1983 · 1984 · 1985 · 1986 · 1987 · 1988 · 1989 · 1990 · 1991 · 1992 · 1993 · 1994 · 1995 · 1996 · 1997 · 1998 · 1999 · 2000 · 2001 · 2002 · 2003 · 2004 · 2005 · 2006 · 2007 · 2008 · 2009 · 2010 · 2011 · 2012 · 2013 · 2014 · 2015 · 2016 · 2017 · 2018 · 2019 · 2020 · 2021 · 2022 · 2023 · 2024
Albanië ·
Andorra ·
Argentinië ·
Armenië ·
Azerbeidzjan ·
Bahrein ·
België ·
Bermuda ·
Bolivia ·
Bosnië en Herzegovina ·
Brazilië ·
Bulgarije ·
Canada ·
Chili ·
China ·
Cyprus ·
Denemarken ·
DDR ·
Duitsland ·
El Salvador ·
Engeland ·
Estland ·
Faeröer ·
Finland ·
Frankrijk ·
Georgië ·
Ghana ·
Griekenland ·
Guatemala ·
Honduras ·
Hongarije ·
Ierland ·
India ·
Iran ·
Israël ·
Italië ·
Japan ·
Kazachstan ·
Koeweit ·
Kosovo ·
Kroatië ·
Letland ·
Liechtenstein ·
Litouwen ·
Luxemburg ·
Malta ·
Mexico ·
Moldavië ·
Montenegro ·
Nederland ·
Nigeria ·
Noord-Ierland ·
Noord-Macedonië ·
Noorwegen ·
Oeganda ·
Oekraïne ·
Oostenrijk ·
Peru · 
Polen ·
Portugal ·
Qatar ·
Roemenië ·
Rusland ·
San Marino ·
Saoedi-Arabië ·
Schotland ·
Slovenië ·
Slowakije ·
Sovjet-Unie ·
Spanje ·
Trinidad en Tobago ·
Tsjechië ·
Tsjecho-Slowakije ·
Tunesië ·
Turkije ·
Venezuela ·
Verenigde Arabische Emiraten ·
Verenigde Staten ·
Wales ·
Wit-Rusland ·
Zuid-Afrika ·
Zuid-Korea ·
Zweden ·
Zwitserland
Argentinië (2018) ·
Engeland (2016) · 
Hongarije (2016) ·
Kroatië (2018) ·
Nigeria (2018) · 
Portugal (2016)
CONMEBOL: Bolivia · Chili  · Colombia · Ecuador · Uruguay

UEFA: Albanië · België · Bulgarije · Cyprus · Denemarken · West-Duitsland · Duitse Democratische Republiek · Engeland · Faeröer · Finland · Frankrijk · Griekenland · Hongarije · IJsland · Ierland · Israël · Italië · Joegoslavië ·  Liechtenstein · Luxemburg · Malta · Nederland · Noord-Ierland · Noorwegen · Oostenrijk · Polen · Portugal · Roemenië · San Marino · Schotland ·  Sovjet-Unie ·  Spanje · Tsjecho-Slowakije · Turkije · Wales ·  Zweden · Zwitserland

CAF: Madagaskar